# 道の駅南アルプスむら長谷
道の駅南アルプスむら長谷（みちのえき みなみアルプスむらはせ）は、長野県伊那市にある国道152号の道の駅である。

## 主な施設
- 駐車場
  - 普通車：93台
  - 大型車：2台
  - 身障者用 : 5台
- トイレ（いずれも24時間利用可能）
  - 男：大 2器、小 4器
  - 女：4器
  - 身障者用：1器
- 公衆電話
- 観光案内所
- 売店

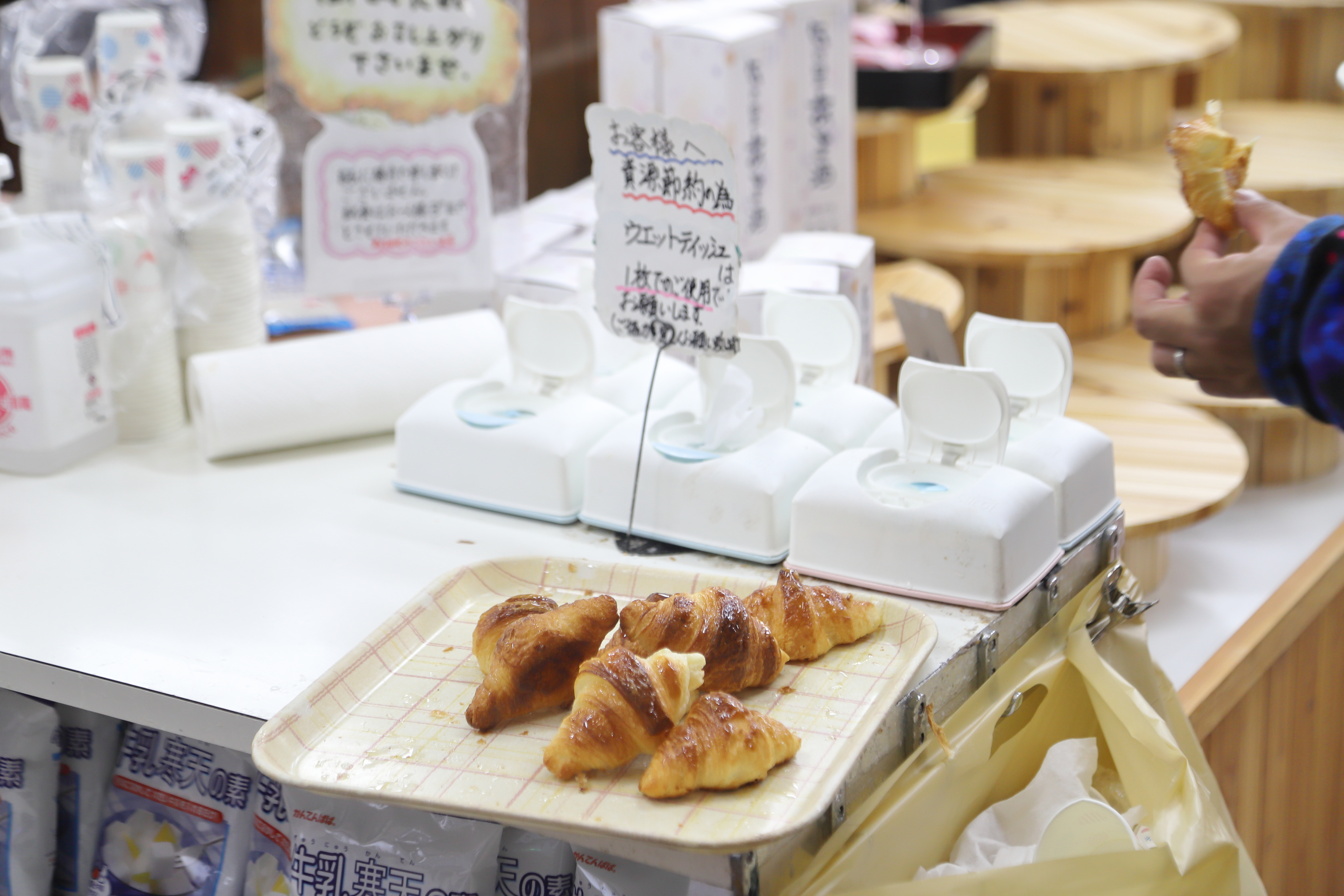
ミニクロワッサンが好評を博す「パンや」

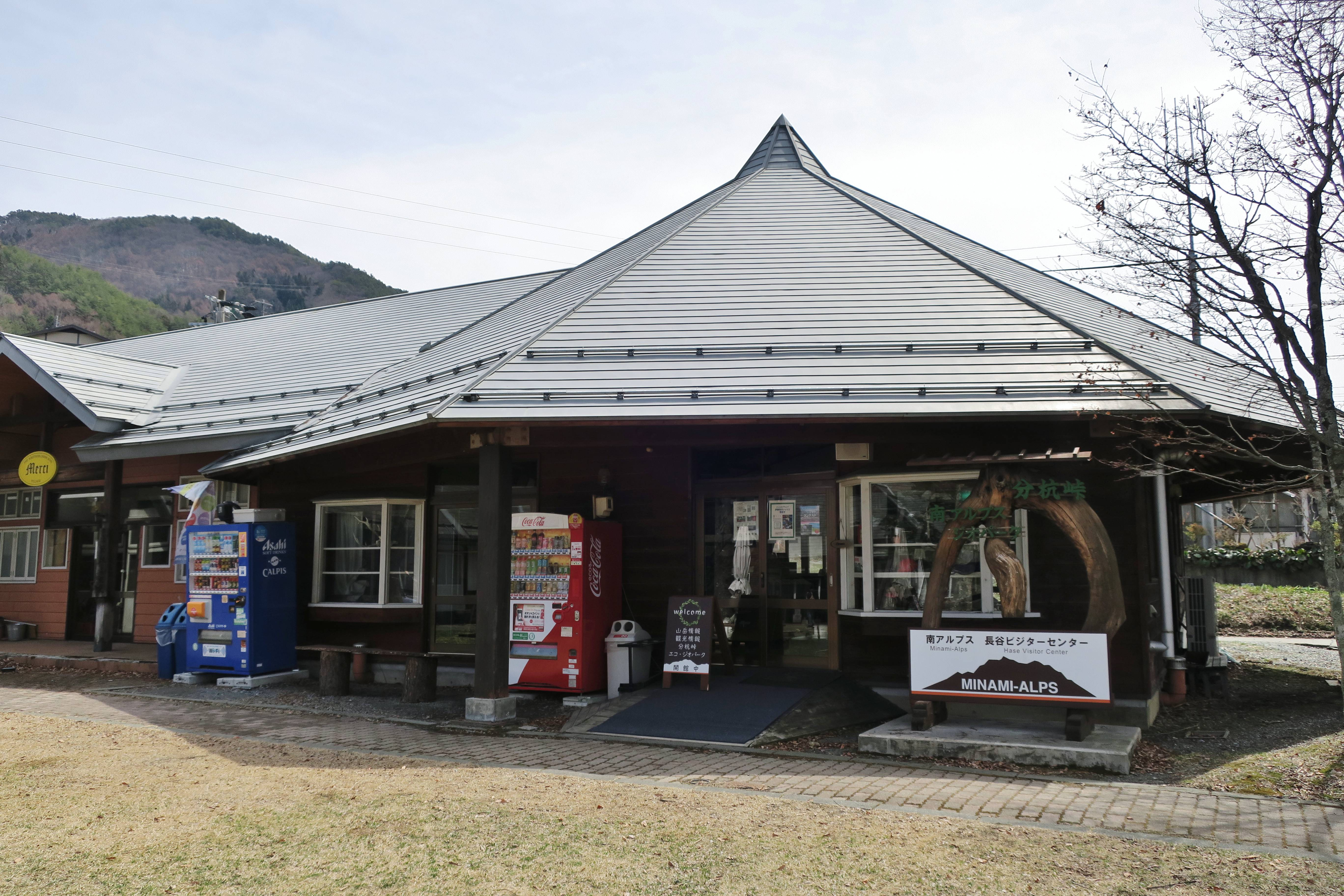
南アルプスビジターセンター

- パン製造販売所「パンや」（8:30-17:30）[2]

## 休館日
- 4月 - 11月：無休
- 12月 - 3月：毎週火曜日（祝日の場合は営業）
- パンや：毎週火曜日（祝日の場合は営業）[2]

## アクセス
- 国道152号 - 登録路線
  - 長野県道211号芝平高遠線

## 周辺
- 美和ダム（美和湖）